# Prvenstvo Avstralije 1940
Prvenstvo Avstralije 1940 v tenisu.

## Moški posamično
Adrian Quist :  Jack Crawford, 6–3, 6–1, 6–2

## Ženske posamično
Nancye Wynne :  Thelma Coyne, 5–7, 6–4, 6–0

## Moške dvojice
John Bromwich /  Adrian Quist :  Jack Crawford /  Vivian McGrath, 6–3, 7–5, 6–1

## Ženske dvojice
Thelma Coyne /  Nancye Wynne :  Joan Hartigan Bathurst /  Emily Niemeyer, 7–5, 6–2

## Mešane dvojice
Nancye Wynne /  Colin Long :  Nell Hall Hopman /  Harry Hopman, 7–5, 2–6, 6–4